# استان رقه
رقه (به عربی: محافظة الرقة)، نام استانی در کشور جمهوری عربی سوریه است.

## پیشینهٔ تاریخی
پیشینهٔ تاریخی شهر رقه به سالهای ۲۴۴ یا ۲۴۲ پیش از میلاد می‌رسد. و در ابتدای تأسیس نام شهر کالینیکوس نام‌گذاری شده‌است بنای این شهر را به سلوکس اول نسبت داده‌اند.
همچنین روایتی است که نام شهر از نام فیلسوف یونانی «کالینیکوس» گرفته شده‌است. به باور بومیان این فیلسوف در شهر «رقه» (کالینیکوس) به درود حیات گفته‌است و در همین شهر مدفون است.
در دوران فرمانروایی «امپراتوری بیزانس» این شهر یکی از مهم‌ترین مراکز اقتصادی و نظامی بوده‌است.
و در سال ۱۷ هجری قمری مسلمانان شهر را فتح نمودند، و در قرن سیزده هم میلادی ارتش مغول به فرمانداری کتبغاء سردار هولاکو وارد شهر شدند و آن را با خاک یکسان کردند.

## جغرافیا
این استان در کرانهٔ شمالی رود فرات در منطقهٔ میان‌رودان قرار دارد، و در فاصلهٔ ۱۶۰ کیلومتر شهر حلب واقع شده‌است، از اواخر سال ۷۰ میلادی اعتماد عمدهٔ اقتصاد استان رقه از کشاورزی که از آبهای سدی که بر روی رودخانهٔ فرات ایجاد شده وتغذیه می‌شود، تأمین می‌گردد. همچنین یک چاه نفت کوچک نیز در منطقه وجود دارد و در اقتصاد استان سهیم است.

## جمعیت
جمعیت استان رقه طبق سرشماری عمومی نفوس و مسکن در سال ۱۹۹۴ میلادی، برابر با ۸۳۱٫۰۰۰ نفر بوده‌است.

## موزهٔ مردم‌شناسی

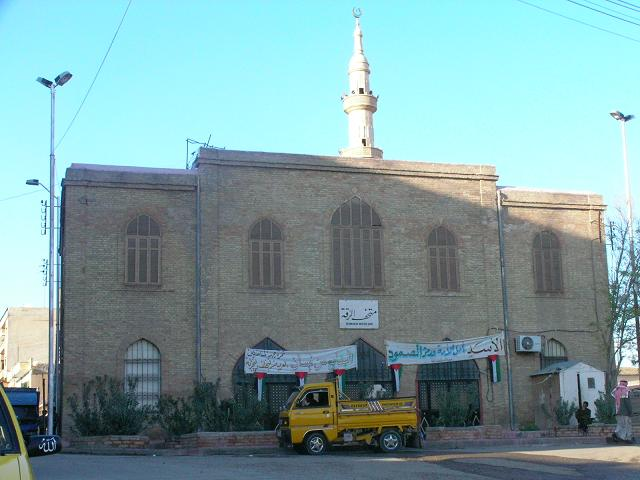

در استان رقه موزهٔ کوچکی وجود دارد که شامل قطعات أثری از دوران مختلف می‌باشد که در اثر حفریات وکنجکاوی بدست آمده‌است.
آثارهای از دوران عصر عباسی (۷۵۰–۱۲۵۸) نیز یافت شده‌است. و از مهم‌ترین آثارهای باقیه در این شهر کاخ عذاری (قصر العذاری)، و «جامع الکبیر» که در قرن هشتم میلادی بنا شده‌است. همچنین تعدادی از آرامگاهای علماء اسلام در شهر قدیمی رقه وجود دارد.

## آثار تاریخی رقة
آثار تاریخی گوناگونی در این شهر و از دوران تاریخی مختلف وجود دارد که عبارت‌اند از:

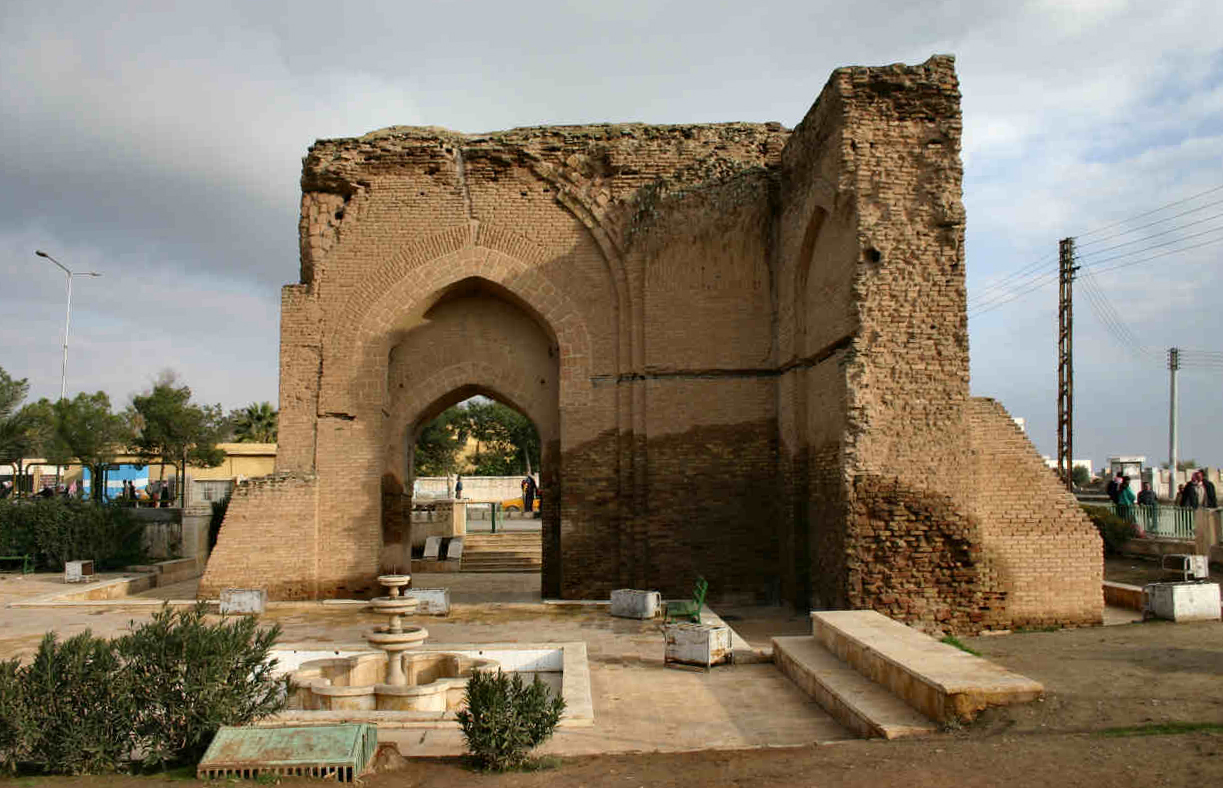
باب بغداد (دروازهٔ بغداد)

- کاخ الرافقة منسوب به خلیفهٔ عباسی «المنصور» سال ۷۷۲، و بنای شهری جدید به شکل (نعل اسب) برسبک معماری بغدادی.
- باب بغداد (دروازهٔ بغداد)، یکی ازآثار باقی‌مانده دوران هارون الرشید در سوریه‌است. ارتفاع این باب مابین ۷٫۵۷متر و ۵٫۲۰متر، و در رو بروی برج قوس واقع شده‌است.
- قصر البنات خرابه‌های این کاخ روی تپهٔ بلندی به چشم می‌خورد، تاریخ بنای کاخ به قرن دوازه هم میلادی بر می‌گردد.